# ستيفن ويلينغتون
ستيفن ويلينغتون (بالإنجليزية: Stephen Wellington)‏ (4 يوليو 1899 في أستراليا - 11 يونيو 1974) هو لاعب كريكت أسترالي. لعب مع فريق تسمانيا للكريكت.

## وصلات خارجية
- ستيفن ويلينغتون على موقع إي آس بي آن كريك إنفو (الإنجليزية)